# II (アルバム)
『II』（ツー）は、THE BAND HAS NO NAMEの2ndアルバム。2005年7月20日、SME Recordsよりリリース。

## 解説
- スパゴー結成15周年を迎えるにあたり、バンドの再結成がこの年の夏限定で決定。15年ぶりの新作となった。
- 収録内容は新曲4曲＋前作『THE BAND HAS NO NAME』収録曲の再録3曲という構成である。
- 同時発売で、1990年1月21日に発売された1stアルバム『THE BAND HAS NO NAME』が復刻された。

## 収録曲
| 全編曲: THE BAND HAS NO NAME。 |                                      |              |                        |       |
| #                              | タイトル                             | 作詞         | 作曲                   | 時間  |
| 1.                             | 「マルホランド・ドライブマーケット」 | 奥田民生     | 奥田民生               | 4:03  |
| 2.                             | 「ハリウッド」                       | たちばな哲也 | たちばな哲也           | 2:58  |
| 3.                             | 「Rain Song」                        | 八熊慎一     | たちばな哲也・八熊慎一 | 4:42  |
| 4.                             | 「Jet Lag」                          | 八熊慎一     | 橘あつや               | 3:32  |
| 5.                             | 「Mistake」                          | 八熊慎一     | 奥田民生               | 3:24  |
| 6.                             | 「ギターの犬」                       | 八熊慎一     | 八熊慎一               | 5:51  |
| 7.                             | 「All Through The Night」            | 八熊慎一     | 八熊慎一               | 4:43  |
| 合計時間:                      | 合計時間:                            | 合計時間:    | 合計時間:              | 29:13 |

### 曲解説
1. マルホランド・ドライブマーケット
2. ハリウッド
3. Rain Song
4. Jet Lag
5. Mistake
フジテレビ系アニメ「ハチミツとクローバー」エンディングテーマ
6. ギターの犬
7. All Through The Night